# ダグラス・トランブル
ダグラス・トランブル（Douglas Trumbull、1942年4月8日 - 2022年2月7日）は、アメリカの映画監督、SFXスーパーヴァイザー。『2001年宇宙の旅』、『未知との遭遇』、『スタートレック』、『ブレードランナー』などを手がけた。

## 来歴

### 1960年代
NASAや科学映画製作者コン・ペダースンと撮った初期の作品が、スタンリー・キューブリック監督の目に止まり、『2001年宇宙の旅』の特撮スタッフに招かれる。星の門（スター・ゲート）のシークエンスでは、革命的な撮影技術スリット・スキャンを用いた。

### 1970年 - 1974年
1971年、『サイレント・ランニング』を監督。『2001年宇宙の旅』では使えなかった数々の特殊撮影技術を役立てた。『サイレント・ランニング』は高い評価を得たものの、宣伝不足で、興行的には惨敗だった。この時期には、他にもいくつかの映画プロジェクトを動かしたが、支援を得ることはできなかった。特撮スタッフとして『アンドロメダ…』（1971年）に参加。1973年、カナダのCTVでテレビシリーズ『スターロスト宇宙船アーク』を製作総指揮。

### 1975年 - 1980年
1975年、ジョージ・ルーカスの『スター・ウォーズ』（後に『スター・ウォーズ エピソード4/新たなる希望』と改題）のオファーを受けるが、他の作品に参加せねばならず辞退。1977年、『未知との遭遇』、『スター・トレック』に参加。

### 1980年 - 1990年代
1981年、『ブレードランナー』の特撮監督を担当。
1983年、ようやくメジャーでの監督第2作となる『ブレインストーム』を撮る機会に恵まれた。この映画は、当初「ショースキャン」と名付けられた新しいフィルム・プロジェクションのお披露目も兼ねた企画であったが、全米の映画館のプロジェクターを専用機に交換する費用がなかったために断念した。主観ショットを70mm、客観ショットを35mmフィルムによって制作し、従来の映画館での上映となった。作品は、製作半ばでのナタリー・ウッドの死によって、暗い影を落とされてしまったが、脚本の書き替えを行い公開された。「ショースキャン」方式は、その後、茨城県つくば市で行われた「つくば博覧会」の東芝館のシアター映像でトランブル監督のもと実現した。
これ以降、トランブルはユニバーサル・スタジオの『バック・トゥ・ザ・フューチャー・ザ・ライド』のような、博覧会やテーマパーク向けの作品中心に活動するようになった。

### 2000年代
2011年トランブルは、デジタルシネマ・サミットで48から60fpsの3D映画を監督することを発表し、3D映画会社Magnetar Productionsを設立した。
2022年2月7日、中皮腫による合併症により死去したことがAP通信によって報じられた。79歳没。

## 人物
『オズの魔法使』の特撮マンを父に持つトランブルは『2001年宇宙の旅』でフロント・プロジェクション、スリットスキャンといった視覚効果を考案・実用化を行ったにもかかわらず、ノミネートは4人までという規約があったためアカデミー賞の視覚効果部門の受賞者候補になれないなど疲弊は大きく、画質に徹底的に拘るキューブリックのポリシーには賛同しつつ「もう一職人として特撮はやらない」と決意。『2001年』のマット画撮影を担当したリチャード・ユリシッチと組み視覚効果や映画全体の監督としてSF映画を作って行く。
高画質である事を重視しスタジオではカメラと光学合成に65mmフィルム用の機材を使用。70年代末までに65mmカメラを数十台蒐集していた。またマット合成ではなく同じフィルムに重ね撮りを施す合成手法で劣化を避ける手法を多く用いている。上映時の画質も重視しており、『ブレードランナー』の原作者を招いた試写は高画質という理由でトランブルのスタジオ内にある試写室で行われた。

### 評価
光学およびデジタル・エフェクト業界のパイオニアとしての尊敬を受け続けている。アカデミー賞には5度ノミネートされ、アカデミー科学技術賞を受賞した。トランブルが関わった（完成した）映画のほとんどは、現在ではSF映画の古典として認知され、年を経るごとにファンを増やしている。『ブレインストーム』はバーチャルリアリティを予見したものであったし、『サイレント・ランニング』は1970年代初頭のエコロジー運動を反映したものであった。

## ショースキャンの詳細
ショースキャンとは、70mmフィルムを使い、60フレーム/秒で撮影・上映する方式。
通常の映画は24コマ/秒で撮影され、プロジェクターのシャッター幕により2分割され、見た目48コマ/秒で上映される。対するテレビジョンは、NTSCの場合30コマ/秒であり、さらにインターレース方式では1コマ（1フレーム）が2フィールドで構成されるため、動きは毎秒60コマに分解され再現される。映像がスチール写真と違う点は、コマ送りにより両目それぞれに錯覚が起きることにより、画像が立体的に見える点にある。ショースキャンは、解像度を70mmフィルムによって向上させ、動きを60コマ/秒での撮影、見かけ120コマ/秒での上映によって、3D酔いなどの副作用なく自然な奥行き感を実現するために考案された企画である。しかしフィルムの使用量が激増することや、特殊な上映機材が必要になることから、一般化はしなかった。
21世紀に入ってデジタルシネマが主流になると、60コマ/秒のプログレッシブ方式を使った撮影・映写も珍しいものではなくなり機材や記録媒体のコストも低下。パソコンの普及とビデオカメラの多くにプログレッシブ撮影(60p)の機能が搭載されたことによって家庭でも取り扱えるようになった。ジェームズ・キャメロンが3D映像をよりリアルに、滑らかに見せるためコマ数を倍増した48コマ/秒という規格を採用するなど、トランブルの提唱した理念は発展し続けている。ただし、データ容量制限などの理由で使用されているMPEG-2方式による圧縮で、トランブルが提唱したショースキャン映像が持つ自然な奥行き感を実現するには至っていない。
ショースキャン自体は現在ラスベガスのルクソール・ホテルで体験することができる。